# Dar Jamaâ
Dar Jamaâ est une commune rurale de la province d'Al Haouz, dans la région de Marrakech-Safi, au Maroc. Elle ne dispose pas de centre urbain. Son chef-lieu est un village du même nom.

## Géographie
La commune de Dar Jamaâ est située à l'ouest de la province d'Al Haouz, sa superficie s'étend sur 74 km². Elle est composée de 28 douars dont les plus importants sont le chef-lieu (Dar Jamaâ), Douar Ait smil et Ait bourd constituant à eux seules plus de 25 % de la population de la commune.
Elle est bordée par :
- la commune de Gmassa au nord ;
- la commune de Tizguine à l'est ;
- les communes d'Azgour et d'Adassil au sud ;
- la commune d'Assif El Mal à l'ouest.

|                                      | Mejjat (Province de Chichaoua) |                                |
| Assif El Mal (Province de Chichaoua) | Dar Jamaâ                      | Tizguine (Province d'Al Haouz) |
| Adassil (Province de Chichaoua)      | Azgour (Province d'Al Haouz)   |                                |

## Historique
La création de la commune de Dar Jamaâ a lieu en 1992, dans le cadre d'un découpage territoriale qu'a connu le royaume.

## Démographie
Elle a connu, de 1994 à 2004 (années des derniers recensements), une baisse de population, passant de 6 202 à 5 762 habitants.
La ville est passée à 5 911 habitants, en 2014.
|      | Population totale | Ménages | Population urbaine | Population rurale | Étrangers |
| 1994 | 6 202             | 1 101   | 0                  | 6 202             | 0         |
| 2004 | 5 762             | 1 132   | 0                  | 5 762             | 0         |
| 2014 | 5 911             | 1 269   | 0                  | 5 911             | 0         |

## Administration et politique
La commune rurale de Dar Jamaâ est située dans le caïdat de Guedmioua, lui-même situé au sein du cercle d'Amizmiz.
Dar Jamaâ dispose d'un centre de santé communal situé dans son chef-lieu.